# Gayle Lynds
Gayle Lynds (n. 23 iunie ??) este o scriitoare de thriller americană.